# 태양 십자
태양 십자(太陽十字, 영어: Sun cross) 또는 태양 차륜(太陽車輪, 영어: Sun wheel)은 원 안에 십자를 그린 심볼로, 태양 상징 또는 십자의 1종, 혹은 양쪽 모두를 조합한 기호이다.
유럽에서는 기독교 이전의 선사시대(신석기시대·청동기 시대)부터 사용되어 켈트 십자의 유래도 되며, 유럽의 상징으로서 국제 범유럽 연합의 기로도 채용되었다. 동양에서도 고대부터 다양한 의미로 사용되고 있다.

## 예

단순한 태양 십자
태양 십자
켈트 십자의 태양 십자
십자와 원
사이가 있는 십자의 원 (역만 (반대 만 글자))
8개 스포크의 태양 차바퀴
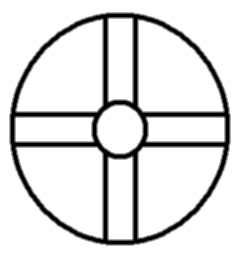
태양 십자
대전시 구기 (1972-1995), 포함 태양 십자

## 정치적 의미
현대의 유럽에서는 백인 우월주의 단체나 파시즘 단체의 심볼에 잘 사용된다. 쿠 클럭스 클랜의 심볼도 태양 십자이고, 불가리아의 극우 단체 라트니크(영문판)의 기에도 태양 십자를 볼 수 있다.

## 같이 보기
- 켈트 십자
- 국제 범유럽 연합
- 시마즈씨 - 직접적인 관계는 없지만, 가몬이 비슷하다.